# Maintainer
In vrije software en opensourcesoftware is de maintainer (onderhouder) degene die een softwareproject onderhoudt, zoals het toepassen van patches, het uitbrengen van nieuwe uitvoerbare versies op basis van de broncode en andere taken gerelateerd aan het project. Het werk van een maintainer staat tegenover de bezigheden van de softwareontwikkelaars die code schrijven en debuggen. Deze code wordt in de vorm van patches naar de maintainer gestuurd. Indien een patch correct bevonden wordt, kan deze toegepast worden op de ontwikkelversie van de software. Deze broncode wordt vrijwel altijd beheerd in een versiebeheersysteem zodat andere softwareontwikkelaars de wijzigingen eenvoudig kunnen verkrijgen.
Een bekende maintainer is Linus Torvalds van de Linuxkernel.